# 巴尔德拉卡尔萨达
巴尔德拉卡尔萨达，是西班牙埃斯特雷马杜拉巴达霍斯省的一个市镇。总面积32平方公里，总人口2584人（2001年），人口密度81人/平方公里。